# برایان آندرادا
برایان آندرادا (انگلیسی: Brian Andrada؛ زادهٔ ۲۲ ژوئن ۱۹۹۷) بازیکن فوتبال است.
از باشگاه‌هایی که در آن بازی کرده‌است می‌توان به باشگاه فوتبال جیمناسیا لاپلاتا اشاره کرد.